# Пађени
Пађени су насељено мјесто у општини Билећа, Република Српска, БиХ. Према попису становништва из 1991. у насељу је живјело 140 становника. На попису становништва 2013. године, према подацима Агенције за статистику Босне и Херцеговине пописано је 93 становника.

## Становништво
| Националност       | 1991. | 1981. | 1971. | 1961. |
| Срби               | 140   | 157   |       |       |
| Црногорци          |       | 5     |       |       |
| остали и напознато |       |       |       |       |
| Укупно             | 140   | 163   | '     | '     |

| Демографија | Демографија | Демографија |
| Година      | Становника  | Становника  |
| ----------- | ----------- | ----------- |
| 1961.       | 230         |             |
| 1971.       | 184         |             |
| 1981.       | 163         |             |
| 1991.       | 140         |             |

## Знамените личности
- Павле Вукоје, народни херој Југославије